# Stazione di Robecco-Pontevico
La stazione di Robecco-Pontevico è una stazione ferroviaria posta lungo la linea Brescia–Cremona, a servizio dei centri abitati di Robecco d'Oglio (CR) e Pontevico (BS).

## Storia
Nel 1864 venne avviata la costruzione della linea Brescia-Cremona, decidendo per l'apertura di una stazione posta nei pressi di Robecco d'Oglio. I lavori procedettero a rilento, soprattutto a Pontevico e Robecco, a causa della necessità della costruzione di un ponte sul fiume Oglio e di quattro cavalcavia, alla quale si aggiunse un'imponente opera di trasporto di terra volta a colmare l'ineguaglianza del suolo. Malgrado l'attivazione della stazione fosse prevista per il 1866, i moti dello stesso anno rallentarono i lavori e l'attivazione avvenne nel 1867.

## Strutture e impianti
Lo scalo è costituito da due binari.
Il fabbricato viaggiatori non è dotato di servizi igienici né di biglietteria, tuttavia al suo esterno sono presenti i parcheggi e una fermata degli autobus.

## Movimento
La stazione è servita dai Treni regionali Trenord in servizio sulla tratta Brescia–Cremona, cadenzati a frequenza oraria.